# Pacco
Pacco, Pacche oder Pache, war ein italienisches Volumen- und Getreidemaß. Gültigkeit hatte das Maß in der Grafschaft Montferrat im Piemont.
- 1 Pacco = 12283 Pariser Kubikzoll = 243 4/9 Liter[1]